# Emscher-Weg
Der Emscher-Weg ist ein rund 100 km langer Radwanderweg, der meist parallel zur Emscher im Ruhrgebiet verläuft. Er wurde von der Emschergenossenschaft angelegt. Der Emscher-Weg sollte nicht mit dem ebenfalls im Ruhrgebiet verlaufenden Emscher Park Radweg des Regionalverbands Ruhr verwechselt werden.

## Streckenverlauf
Beginnend an der Emscherquelle in Holzwickede führt der 2004 fertiggestellte Emscherweg durch die Städte und Gemeinden Dortmund, Castrop-Rauxel, Recklinghausen, Herne, Gelsenkirchen, Essen und Oberhausen zur Emschermündung in den Rhein in der Nähe von Dinslaken. Der zirka 100 Kilometer lange Radweg durch das Ruhrgebiet ist einigermaßen gut ausgeschildert und nutzt häufig Strecken und Trassen, die nicht für den motorisierten Verkehr freigeben sind. Man sollte aber genau auf die kleinen, häufig versteckten Hinweisschilder achten, um nicht von der Route abzukommen. Der Emscher-Weg verläuft aber nicht immer direkt neben der Emscher. Er schlängelt sich meist zwischen Emscher, Rhein-Herne-Kanal und A 42.
Neben landschaftlich schönen Passagen wird man auch entlang Kläranlagen, unterhalb Autobahnunterführungen sowie über Abwasserkanäle geführt. Somit gibt der Emscher-Weg keinesfalls einen geschönten Blick auf das Ruhrgebiet, sondern zeigt einen wahren Blick auf Gegenden, die sich auch während des Strukturwandels nicht geändert haben.
Am Emscher-Weg finden sich viele Sehenswürdigkeiten der Route der Industriekultur.

## Sehenswürdigkeiten am Emscherweg
- Emscherquellhof
- Zeche Vereinigte Margarethe
- Wasserschloss Haus Rodenberg
- Phoenix-See
- Hörder Burg
- Westfalenpark
- DASA – Arbeitswelt Ausstellung
- Hafen Dortmund mit altem Hafenamt
- Deusenberg
- Kokerei Hansa
- Schiffshebewerk Henrichenburg
- Umspannwerk Recklinghausen
- Nordsternpark
- BernePark
- Haus Ripshorst
- CentrO und Gasometer Oberhausen